# Leucoraja melitensis
Leucoraja melitensis és una espècie de peix de la família dels raids i de l'ordre dels raïformes.

## Morfologia
- Els mascles poden assolir 50 cm de longitud total.[2][3]

## Reproducció
És ovípar i les femelles ponen entre 10 i 56 càpsules d'ous a l'any, les quals presenten com unes banyes a la closca.

## Alimentació
Menja crustacis, principalment amfípodes.

## Hàbitat
És un peix marí i d'aigües profundes (42°N-36°N, 2°W-16°E) que viu entre 60–600 m de fondària.

## Distribució geogràfica
Es troba a la Mediterrània: és un endemisme de les costes de Tunísia i Malta, i rara a les d'Algèria. N'hi ha un registre aïllat també a Itàlia.

## Observacions
És inofensiu per als humans.